# Дом «У Золотого орла»
Дом «У Золотого орла» (чеш. Dům U Zlatého orla), он же Дом «У Короны» (чеш. Dům U Koruny) — здание в центре Праги, в историческом районе Старе-Место, на Малой площади. Здание находится между домом «У Золотой лилии» и домом «У Чёрного конька». Охраняется как памятник культуры с 1958 года.

## История
Дом изначально был выстроен романском стиле. В XIII и XIV веках был перестроен в готическом стиле. Название «У Золотого орла» впервые упоминается в документах 1428 года.
В начале XVI здание было реконструировано в стиле ренессанса. В рамках этой реконструкции к зданию был надстроен третий этаж. До 1725 года был реконструирован в стиле барокко фасад на Малой площади.
Изначально дом имел проходной двор. В 1889 году фармацевт Франтишек Шнеблинг (нем. Franz Schnöbling) заказал перестройку двора в стиле необарокко, перенеся сюда аптеку «У Золотой Короны», которая раньше располагалась в соседнем одноименном угловом доме. Над первым этажом дома расположился новый позолоченный герб дома - императорская корона. Из-за этого, дом «У Короны» (№ 457) иногда путают с домом «У Золотой Короны» (№ 455). Правое (западное) крыло двора также было не так давно[когда?] реконструировано архитектором Франтишеком Киндлом (чеш. František Kindl).
В период 1910–1936 годов интерьер дома был вновь изменён в соответствии с планами Томаша Шашека (чеш. Tomáš Šašek) и Йозефа Блехи (чеш. Josef Blecha).
После 1958 года здесь располагался Пражский государственный центр охраны памятников и охраны природы.

## Описание

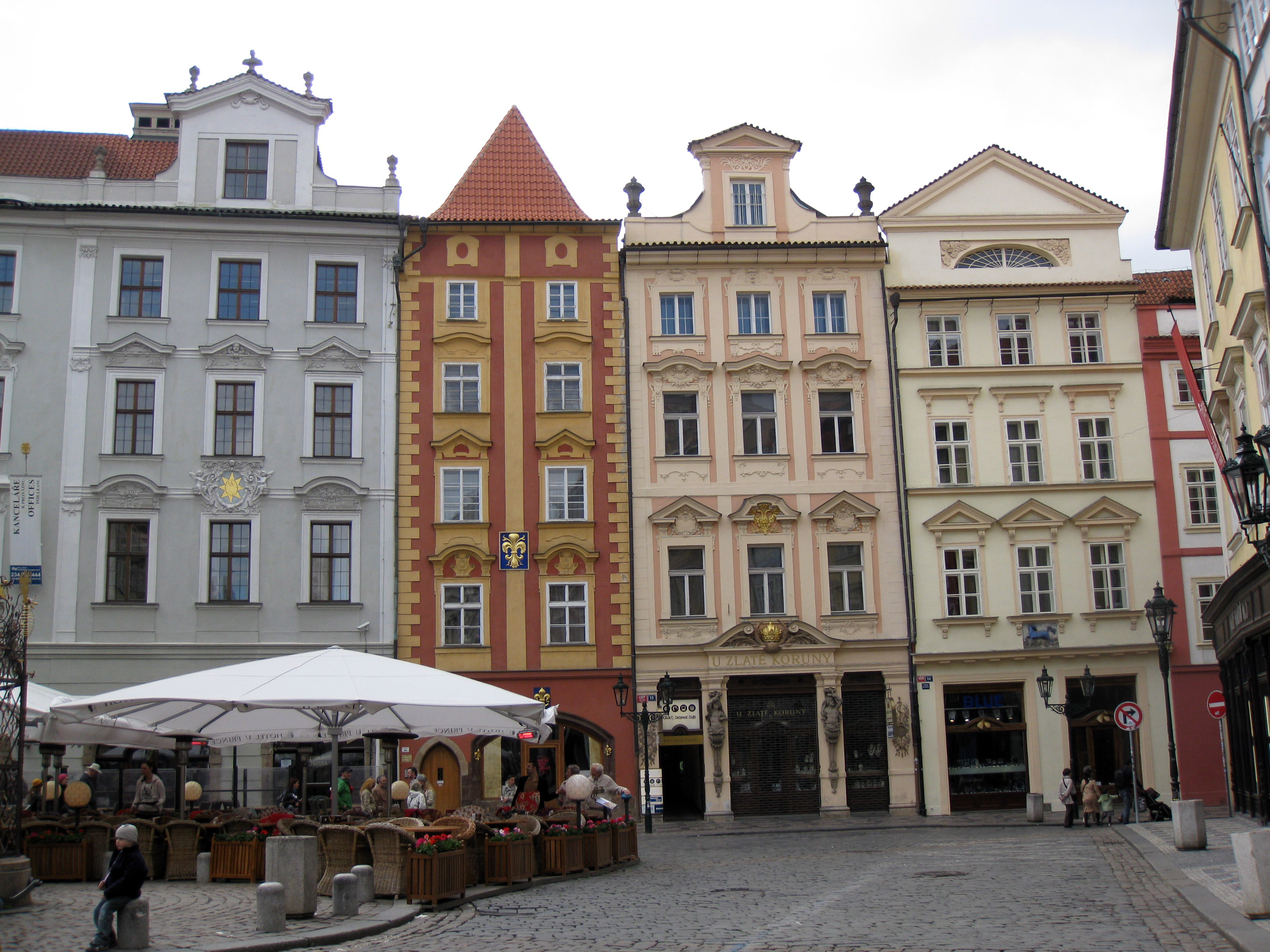
Слева направо дома — Рихтера, «У Золотой лилии», «У Золотого орла», «У Чёрного конька»

Здание довольно узкое, но глубокое. Передний фасад трёхэтажный, на каждом этаже по три окна. Фасад увенчивается мансардой с фронтоном со слуховым окном и вазами. Задний фасад здания, на Главсовой улочке (чеш. Hlavsova ulička), почти квадратный. Над небольшим внутренним двориком располагается павильон. На первом этаже восточного крыла сохранились два прямоугольных профилированных готических портала.